# Instituto Postal Dominicano
El Instituto Postal Dominicano (INPOSDOM) es la entidad encargada del servicio postal en la República Dominicana.

## Historia
En el año 1851, mediante el Decreto Núm. 250, se establece una Administración General de Correos en la capital de la República y en las cabeceras de las provincias de Azua, Santiago, La Vega y El Seibo.
Ya para el año 1963 se crea la Dirección General de Correos como una dependencia de la Secretaría de Estado (actual Ministerio) de Obras Públicas y Comunicaciones, mediante la Ley de Comunicaciones Postales Núm. 40; la misma disponía que esta Dirección estaría a cargo de determinar la organización interior del servicio de correos.
En el año 1966 la Dirección General de Correos y la Dirección General de Telecomunicaciones se fusionan en la Dirección General de Correos y Telecomunicaciones, mediante la Ley Núm. 59. Posteriormente, en el año 1973, el Decreto Núm. 3182 designa Directores separados para ambas Direcciones.
La Dirección General de Correos es suprimida en el año 1985, mediante la Ley Núm. 307, y se crea el Instituto Postal Dominicano (INPOSDOM), con carácter autónomo, patrimonio propio e independiente. En el año 2000, mediante el Decreto Núm. 379-00, se crea el Código Postal Dominicano, con el fin de modernizar y eficientizar el servicio postal a escala nacional e internacional.